# Corriente de Portugal

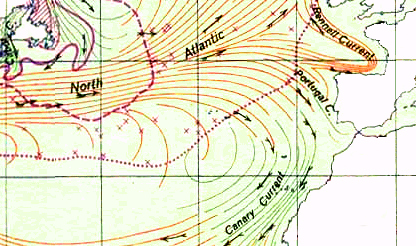
Corrientes oceánicas y hielo marino del Atlas de mapas del mundo. Fuerzas de servicio del ejército de los Estados Unidos, División de entrenamiento especializado del ejército. Manual de fuerzas de servicio del ejército M-101 (1943).

La corriente de Portugal es una corriente marina cálida y débil que fluye desde la dirección sureste hacia la costa de Portugal. La corriente da como resultado el movimiento de agua al este causado por la deriva del Atlántico Norte.